# Bildgehege
Bildgehege ist der Name des Künstlerduos Miriam Giessler (* 7. Oktober 1960 in Essen) und Hubert Sandmann (* 27. Januar 1960 in Gelsenkirchen-Buer). Seit 1997 realisieren sie gemeinsam Installationen – sehr oft Kunst im öffentlichen Raum. Beide sind aber auch zusätzlich alleine tätig, sie leben und arbeiten heute in Essen-Kettwig.

## Leben und Werk

### Vita
Miriam Giessler studierte von 1988 bis 1993 bei Rolf Lieberknecht an der GHS Essen Kommunikationsdesign und schloss dieses mit Diplom ab. Seit 1993 ist sie freischaffende Künstlerin, seit 1997 arbeitet sie auch gemeinsam mit Hubert Sandmann.
Hubert Sandmann studierte von 1981 bis 1988 Architektur an der GHS Essen bei Eckhard Gerber sowie an der Kunstakademie Düsseldorf bei Laurids Ortner. Nach dem Studium war er zunächst als Architekt tätig, bevor er 1993–1999 als Universitätsassistent an den Lehrstuhl für Wohnbau und Gebäudelehre von Günther Domenig an die Technische Universität Graz wechselte. Dort nahm er auch ab 1995 den Lehrauftrag für Grundlagen der Gestaltung, und ab 1997 den Lehrauftrag für Architektur und Film wahr. Das künstlerische, die Grenzen der Architektur letztlich sprengende, Interesse manifestierte sich durch die Teilnahme an den Internationalen Sommerakademien für Bildende Kunst in Salzburg (1990, 1995) und Hamburg (1991, 2001). Dabei setzte sich Sandmann mit Malerei, Video, Skulptur und Webdesign auseinander.
Bildgehege befasst sich mit den kleinen und großen Wahrnehmungen im öffentlichen Raum. Durch den Einsatz unterschiedlichster Mittel und Medien wird der Blick auch für das Unscheinbare, scheinbar wenig Wichtige, geschärft. Dabei werden gleichsam poetische Momente an Orten geschaffen, wo sie nicht erwartet werden.

### Projekte

Viadukt Essen

Capsule Lüdenscheid

Beispielhaft ist das aus rohen Brettern gezimmerte „Viadukt“ auf einer umtosten Verkehrsinsel in Essen (2003/2004 und 2010–2020). Hier wird das Spiel mit der architektonischen Form durch die Wahl des Materials bereits gebrochen. Gleichzeitig ist die Wahl des Orts ein Kontrapunkt zum Topos des Viadukts, beziehungsweise der Brücke, aber gleichzeitig auch folgerichtig. Mit anderen Arbeiten wie „Capsule“ greift Bildgehege aber auch Gegenwartsthemen mit künstlerischen Mitteln auf.

Brandmal Bamberg

Im Oktober 2014 gewann Bildgehege einen Kunstwettbewerb in Bamberg für ein Mahnmal der Hexenverbrennungen. Aus ungefähr einhundertachtzig Bewerbungen aus ganz Europa wählte die Jury den Entwurf „Brandmal“ von Bildgehege aus. Das Mahnmal wurde im Jahr 2015 hinter dem Schloss Geyerswörth, realisiert:
„Der Entwurf sieht vor, auf der für das Mahnmal ausgewiesenen Fläche hinter Schloss Geyerswörth, eine bodennahe Lichtskulptur zu errichten. Eine rechteckige Platte aus Cor-Ten-Stahl wird über dem historischen Pflaster installiert werden. In der Oberfläche klaffen Brandlöchern ähnliche Ausschnitte, die mit orangefarbenen Acrylglasscheiben hinterlegt sind. Licht strahlt sowohl durch das Glas als auch auf den Untergrund. Das Kunstwerk soll das „abstrahierte Bild eines Brandmals oder Brandeisens auf der Haut der Stadt“ darstellen, erklärt Miriam Giessler: „Die Arbeit lässt eine Menge an Assoziationen zu, was das Leid der zu Tode gequälten sogenannten Hexen in der Vergangenheit betrifft. Sie stellt auch eine Warnung vor der Verharmlosung bestimmter, Ausgrenzung und Fremdenhass befördernder Gesinnungen dar.““

## Werke im öffentlichen Raum
- Bermuda-Sonne, Bochum
- 1999 stadtmobiliar 1, Hannover (Claims 2)
- 2000 stadtmobiliar 2, Langenhagen / Hannover (99 Standpunkte)
- 2001 stadtmobiliar 3, Essen, UNESCO-Weltkulturerbe Zeche Zollverein
- 2002 Capsule, Essen (BauKunst Essen)
- 2003/2010 Viadukt, Essen (kunst-stück 2003 / Essen für das Ruhrgebiet Kulturhauptstadt Europas)
- 2004 Capsule, Lüdenscheid (Lichtrouten 2004)
- 2005 Der stille Ort, Kassel, Schlosspark (Licht(e)wege 05)
- 2006 Capsule, Bamberg, Palais Bibrach
- 2006 Capsule, Eindhoven, Niederlande (Glow: Forum of Light in Art and Architecture)
- 2006 Eigentor, Essen, (kunst-stück 2006)
- 2009 silent dancefloor, Hannover (Neulicht am See)
- 2016 Brandmal, Mahnmal für die Hexenverbrennungen, Bamberg

## Ausstellungen / Installationen (Bildgehege)
- 1997 my points of view, 3. Biennale film+Arc, Graz
- 1997 Bildgehege, Projekt Tuchfühlung, Langenberg (K)
- 2001 rauschen, Kunsthaus Essen
- 2003 Bildwuchs, MM III, Mönchengladbach
- 2003 falsche Versprechungen Kunsthaus Essen
- 2003 momentmal, Marktkirche Essen
- 2003 fehlfarben, Hypothekenbank Essen
- 2005 Naglaskogur, Kunstverein Emmerich
- 2005 Drucksachen, Galerie von Geymüller, Essen
- 2006 wallpieces, Palais Bibrach, Bamberg
- 2006 vorspiel, Forum Kunst u. Architektur, Essen
- 2007 luftlicht, alt-kath. Friedenskirche, Essen
- 2008 bildgehege, Kunstverein Hattingen
- 2008 2 Positionen, Burg Dringenberg
- 2008 weltenbilder Neue Galerie VHS Essen
- 2011 Abglanz, Terre et Lumiere, Montbazin, Frankreich